# Liste des aéroports en Russie
Cette page liste l'ensemble des aéroports situés en Russie.
| Emplacement  | Ville                          | OACI | AITA | Nom                                    |
| ------------ | ------------------------------ | ---- | ---- | -------------------------------------- |
| CENTRAL      | Belgorod                       | UUOB | EGO  | Belgorod                               |
| CENTRAL      | Kalouga                        | UUBC | KLF  | Kaluga (Grabtsevo) (en)                |
| CENTRAL      | Kolomna                        | UUMT |      | Lukhovitsy Tretyakovo Airport          |
| CENTRAL      | Koursk                         | UUOK | URS  | Koursk-Vostochny                       |
| CENTRAL      | Lipetsk                        | UUOL | LPK  | Lipetsk (en)                           |
| CENTRAL      | Moscou                         | UUBM |      | Myachkovo Airport                      |
| CENTRAL      | Moscou                         | UUBB | BKA  | Bykovo                                 |
| CENTRAL      | Moscou                         | UUDD | DME  | Moscou-Domodédovo                      |
| CENTRAL      | Moscou                         |      |      | Khodinka Airport                       |
| CENTRAL      | Moscou                         | UUMO | OSF  | Moscou-Ostafyevo (en)                  |
| CENTRAL      | Moscou                         | UUEE | SVO  | Moscou Chérémétiévo                    |
| CENTRAL      | Moscou                         | UUWW | VKO  | Moscou-Vnoukovo                        |
| CENTRAL      | Voronezh                       | UUOO | VOZ  | Voronej (en)                           |
| FAR EASTERN  | Aldan                          | UEEA | ADH  | Aldan                                  |
| FAR EASTERN  | Anadyr                         | UHMA | DYR  | Anadyr-Ougolny                         |
| FAR EASTERN  | Blagoveshchensk                | UHBB | BQS  | Blagovechtchensk-Ignatiévo             |
| FAR EASTERN  | Bogorodskoye                   | UHNB | BQG  | Bogorodskoïé (ru)                      |
| FAR EASTERN  | Cherskiy                       | UESS | CYX  | Tcherski                               |
| FAR EASTERN  | Chokurdakh                     | UESO | CKH  | Tchokourdakh                           |
| FAR EASTERN  | Khabarovsk                     | UHHH | KHV  | Khabarovsk                             |
| FAR EASTERN  | Magan                          | UEMM | GYG  | Yakutsk Magan Airport                  |
| FAR EASTERN  | Magadan                        | UHMT |      | Magadan-13 Airport                     |
| FAR EASTERN  | Magadan                        | UHMM | GDX  | Magadan-Sokol (en)                     |
| FAR EASTERN  | Mirny, Sakha Republic          | UERR | MJZ  | Mirny                                  |
| FAR EASTERN  | Neryungri                      | UELL | NER  | Nerioungri-Tchoulman                   |
| FAR EASTERN  | Okhotsk                        |      | OHO  |                                        |
| FAR EASTERN  | Petropavlovsk-Kamchatsky       | UHPP | PKC  | Petropavlovsk-Kamtchatski-Iélizovo     |
| FAR EASTERN  | Okha                           | UHSH | OHH  | Okha (en)                              |
| FAR EASTERN  | Tiksi                          | UEST | IKS  | Tiksi                                  |
| FAR EASTERN  | Vladivostok                    | UHWW | VVO  | Vladivostok                            |
| FAR EASTERN  | Yakutsk                        | UEEE | YKS  | Iakoutsk                               |
| FAR EASTERN  | Yuzhno-Sakhalinsk              | UHSS | UUS  | Ioujno-Sakhalinsk                      |
| NORTHWESTERN | Amderma                        | ULDD | AMV  | Amderma (en)                           |
| NORTHWESTERN | Apatity                        | ULMK | KVK  | Kirovsk-Apatity (en)                   |
| NORTHWESTERN | Leshukonskoye                  | ULAL | LDG  |                                        |
| NORTHWESTERN | Arkhangelsk                    | ULAA | ARH  | Arkhangelsk-Talagi                     |
| NORTHWESTERN | Arkhangelsk                    | ULAH |      | Vaskovo Airport                        |
| NORTHWESTERN | Cherepovets                    | ULBC | CEE  | Tcherepovets (en)                      |
| NORTHWESTERN | Kaliningrad                    |      |      | Kaliningrad Devau Airport              |
| NORTHWESTERN | Kaliningrad                    | UMKK | KGD  | Kaliningrad-Khrabrovo                  |
| NORTHWESTERN | Kotlas                         | ULKK | KSZ  | Kotlas (en)                            |
| NORTHWESTERN | Mourmansk                      | ULMM | MMK  | Mourmansk                              |
| NORTHWESTERN | Naryan-Mar                     | ULAM | NNM  | Narian-Mar                             |
| NORTHWESTERN | Pechora                        | UUYP | PEX  |                                        |
| NORTHWESTERN | Petrozavodsk                   | ULPB | PES  | Petrozavodsk                           |
| NORTHWESTERN | Plesetsk                       |      |      | Plestsy Airport                        |
| NORTHWESTERN | Pskov                          | ULOO | PKV  | Aérodrome Princesse Olga de Pskov      |
| NORTHWESTERN | Saint-Pétersbourg              | ULLI | LED  | Saint-Pétersbourg-Poulkovo             |
| NORTHWESTERN | Saint-Pétersbourg              | ULSS | RVH  |                                        |
| NORTHWESTERN | Solovetsky Islands             | ULAS | CSH  | Solovki                                |
| NORTHWESTERN | Syktyvkar                      | UUYY | SCW  | Syktyvkar (en)                         |
| NORTHWESTERN | Syktyvkar                      |      |      | Syktyvkar Southwest                    |
| NORTHWESTERN | Ukhta                          | UUYH | UCT  | Oukhta (en)                            |
| NORTHWESTERN | Vorkuta                        | UUYW | VKT  | Vorkouta (en)                          |
| Sibérie      | Abakan                         | UNAA | ABA  | Abakan                                 |
| Sibérie      | Achinsk                        | UNKS | ACS  | Atchinsk (en)                          |
| Sibérie      | Barnaul                        | UNBB | BAX  | Barnaoul                               |
| Sibérie      | Bratsk                         | UIBB | BTK  | Bratsk                                 |
| Sibérie      | Tchita                         | UIAA | HTA  | Tchita (Kadala) (en)                   |
| Sibérie      | Igarka                         | UOII | IAA  | Igarka                                 |
| Sibérie      | Irkoutsk                       | UIII | IKT  | Irkoutsk                               |
| Sibérie      | Irkoutsk                       | UIIR |      | Irkoutsk-2 (ru)                        |
| Sibérie      | Kemerovo                       | UNEE | KEJ  | Kemerovo                               |
| Sibérie      | Khatanga                       | UOHH | HTG  | Khatanga (en)                          |
| Sibérie      | Kogalym                        | USRK | KGP  | Kogalym (en)                           |
| Sibérie      | Krasnoyarsk                    | UNKL | KJA  | Krasnoïarsk-Iémélianovo                |
| Sibérie      | Krasnoyarsk                    | UNKM | CER  | aérodrome Tcheremchanka de Krasnoïarsk |
| Sibérie      | Kyzyl                          | UNKY | KYZ  | Kyzyl                                  |
| Sibérie      | Noyabrsk                       | USRO | NOJ  | Noïabrsk (en)                          |
| Sibérie      | Norilsk                        | UOOO | NSK  | Norilsk-Alykel                         |
| Sibérie      | Norilsk                        | UOOW |      | Norilsk Valek Airport                  |
| Sibérie      | Novokuznetsk                   | UNWW | NOZ  | Novokouznetsk-Spichenkovo (en)         |
| Sibérie      | Novosibirsk                    | UNNE |      | Novosibirsk Elitsovka Airport          |
| Sibérie      | Novosibirsk                    | UNCC |      | Severny Airport                        |
| Sibérie      | Novosibirsk                    | UNNT | OVB  | Novossibirsk-Tolmatchevo               |
| Sibérie      | Omsk                           | UNOO | OMS  | Omsk                                   |
| Sibérie      | Sabetta                        | USDA | SBT  | Sabetta                                |
| Sibérie      | Salekhard                      | USDD | SLY  | Salekhard (en)                         |
| Sibérie      | Tomsk                          | UNTT | TOF  | Tomsk-Bogachevo                        |
| Sibérie      | Tura                           | UNIT |      | Tura Airport                           |
| Sibérie      | Oulan-Oude                     | UIUU | UUD  | Baïkal-Oulan Oude                      |
| Sibérie      | Oulan-Oude                     | UIUW |      | Ulan-Ude Vostochny Airport             |
| Sibérie      | Usinsk                         | UUYS | USK  | Oussinsk (en)                          |
| Sibérie      | Ust-Kut                        | UITT | UKX  | Oust-Kout (en)                         |
| Sibérie      | Yeniseysk                      | UNII | EIE  | Enisejsk                               |
| SOUTHERN     | Anapa                          | URKA | AAQ  | Anapa                                  |
| SOUTHERN     | Astrakhan                      | URWA | ASF  | Astrakhan-Narimanovo                   |
| SOUTHERN     | Elista                         | URWI | ESL  | Élista                                 |
| SOUTHERN     | Gelendzhik                     | URKG | GDZ  | Guelendjik                             |
| SOUTHERN     | Krasnodar                      | URKK | KRR  | Krasnodar-Pashkovsky                   |
| SOUTHERN     | Makhachkala                    | URML | MCX  | Makhatchkala                           |
| SOUTHERN     | Mineralnye Vody                | URMM | MRV  | Mineralniye Vody                       |
| SOUTHERN     | Rostov sur le Don              | URRR | ROV  | Rostov-sur-le-Don/Platov               |
| SOUTHERN     | Nalchik                        | URMN | NAL  | Nalchik (en)                           |
| SOUTHERN     | Sotchi                         | URSS | AER  | Sotchi-Adler                           |
| SOUTHERN     | Stavropol                      | URMT | STW  | Stavropol (en)                         |
| SOUTHERN     | Taganrog                       | URRT | TGK  |                                        |
| SOUTHERN     | Vladikavkaz                    | URMO | OGZ  | Vladikavkaz (ru)                       |
| SOUTHERN     | Volgograd                      | URWW | VOG  | Volgograd (ex-Stalingrad)              |
| Oural        | Chelyabinsk                    | USCC | CEK  | Tcheliabinsk-Balandino                 |
| Oural        | Chelyabinsk                    | USCG |      | Shagol Airport                         |
| Oural        | Khanty-Mansiysk                | USHH | HMA  | Khanty-Mansiïsk (en)                   |
| Oural        | Khanty-Mansiysk                | USHQ | EYK  | Béloïarsk (en)                         |
| Oural        | Kurgan                         | USUU | KRO  | Kourgan (en)                           |
| Oural        | Magnitogorsk                   | USCM | MQF  | Magnitogorsk                           |
| Oural        | Nadym                          | USMM | NYM  | Nadim (en)                             |
| Oural        | Novy Urengoy                   | USMU | NUX  | Novy Ourengoï                          |
| Oural        | Raduzhny                       | USNR | RAT  | Radoujny (en)                          |
| Oural        | Sabetta                        | USDA | SBT  | Aéroport international de Sabetta      |
| Oural        | Sourgout                       | USRR | SGC  | Sourgout                               |
| Oural        | Tioumen                        | USTL |      | Plekhanovo Airport                     |
| Oural        | Tioumen                        | USTR | TJM  | Tioumen-Roshchino                      |
| Oural        | Urai                           | USHU | URJ  | Ouraï                                  |
| Oural        | Yekaterinburg                  | USSS | SVX  | Iékaterinbourg-Koltsovo                |
| Oural        | Yekaterinburg                  | USSK |      | Aramil Airport                         |
| VOLGA        | Berezniki                      | USPT |      | Berezniki Airport                      |
| VOLGA        | Bugulma                        | UWKB | UUA  | Bougoulma                              |
| VOLGA        | Cheboksary                     | UWKS | CSY  | Tcheboksary (en)                       |
| VOLGA        | Izhevsk                        | USII | IJK  | Ijevsk (en)                            |
| VOLGA        | Kazan                          | UWKD | KZN  | Kazan                                  |
| VOLGA        | Kazan                          | UWKG |      | Kazan Borisoglebskoye                  |
| VOLGA        | Kirov                          | USKK | KVX  | Kirov-Pobedilovo                       |
| VOLGA        | Nizhnekamsk/Naberezhnye Chelny | UWKE | NBC  | Nijnekamsk-Begichevo                   |
| VOLGA        | Nijni Novgorod                 | UWGG | GOJ  | Nijni Novgorod-Strigino                |
| VOLGA        | Orenbourg                      | UWOO | REN  | Orenbourg-Tsentralni                   |
| VOLGA        | Orsk                           | UWOR | OSW  | Orsk                                   |
| VOLGA        | Penza                          | UWPP | PEZ  | Penza (en)                             |
| VOLGA        | Perm                           | USPP | PEE  | Perm                                   |
| VOLGA        | Samara                         | UWWW | KUF  | Samara-Kouroumotch                     |
| VOLGA        | Saratov                        | UWSS | RTW  | Saratov                                |
| VOLGA        | Oufa                           | UWUU | UFA  | Oufa                                   |
| VOLGA        | Ulyanovsk                      | UWLL | ULV  | Oulyanovsk-Baratayevka (en)            |
| VOLGA        | Ulyanovsk                      | UWLW | ULY  | Simbirsk/Oulyanovsk (en)               |
| Militaire    | Chita Oblast                   |      |      | Bezrechnaya-2                          |
| Militaire    | Chukotka                       | UHMI |      | Mys Shmidta Airport                    |
| Militaire    | Khatanga                       |      |      | Sredniy Ostrov                         |
| Militaire    | Kimry                          | UUEI |      | Kimry Airport                          |
| Militaire    | Klyuchi                        |      |      | Klyuchi                                |
| Militaire    | Komsomolsk-na-Amure            | UHKD |      | Dzemgi Airport                         |
| Militaire    | Koursk                         | UUOK |      | Khalino                                |
| Militaire    | Lenino                         |      |      | Lenino                                 |
| Militaire    | Nerchinsk                      |      |      | Nerchinsk Airport                      |
| Militaire    | Nizhny Tagil                   |      |      | Salka Airport                          |
| Militaire    | Perm                           | USPB |      | Bakharevka                             |
| Militaire    | Pugachyov                      |      |      | Pugachev                               |
| Militaire    | Ramenskoye                     | UUBW |      | Airport Ramenskoye                     |
| Militaire    | Rzhev                          |      |      | Rzhev                                  |
| Militaire    | Saint-Pétersbourg              |      |      | Levachovo                              |
| Militaire    | Saint-Pétersbourg              | ULLP |      | Aéroport de Pouchkine                  |
| Militaire    | Samara                         |      |      | Samara Kryazh Airport                  |
| Militaire    | Saratov                        |      |      | Saratov South                          |
| Militaire    | Saratov                        |      |      | Saratov West                           |
| Militaire    | Saratov                        |      |      | Tatishchevo                            |
| Militaire    | Smolensk                       |      |      | Smolensk North Airport                 |
| Militaire    | Tiksi                          |      |      | Tiksi West                             |
| Militaire    | Iaroslavl                      |      |      | Yaroslavl Levtsovo                     |

### Listes d'aéroports en Russie
- Grand Cercle Mappeur
- FallingRain.com
- Les Avions De La Charte Mondiale De La
- Le Guide D'Aéroport
- Monde Aero Données
- A-Z Aéroports
- Tous les aéroports en Russie Voir sur Google Map. Zoom avant/arrière pour voir plus.